# Euphorbia czerepanovii
Euphorbia czerepanovii är en törelväxtart som beskrevs av Geltman. Euphorbia czerepanovii ingår i släktet törlar, och familjen törelväxter. Inga underarter finns listade i Catalogue of Life.